# Dagmara Poláková
Dagmara Poláková, née le 5 mai 1980, est une coureuse cycliste slovaque, spécialiste du bicycle motocross (BMX).

## Palmarès en BMX

### Championnats du monde
- Saskatoon 1997
  - 5e du BMX juniors
- Vallet 1999
  -  médaille d'argent du BMX
- Valkenswaard 2004
  - 6e du BMX

### Championnats d'Europe
- Valkenswaard 1999
  -  médaille d'argent du BMX
- Mandeure 2000
  -  médaille de bronze du BMX
- Genève 2001
  -  médaille de bronze du BMX
- Esselbach 2002
  -  médaille d'argent du BMX
- Vallet 2003
  -  médaille d'argent du BMX